# Tibor Levay
Tibor Levay (Szabadka, (1956. május 27 – ) magyar származású zeneszerző, és zongoraművész. Egyik legnagyobb slágere a Gipsy Boobie című 1985-ben megjelent Ethno Pop projekt keretében készült dala. 

## Élete
Tibor Levay Szerbiában, Szabadkán született 1956. május 27-én Édesanyja Ana Alaker zeneprofesszor. Édesapja Lévay Endre író, szerkesztő. Tanulmányait a szabadkai Zeneiskolában kezdte. 1971-ben megalapította első rockbandáját a "Super Session"-t, majd 1972-ben csatlakozott a "Purgatorium" nevű csapathoz. Később a csapat megváltozott felállásban zenélt. 1975-ben Levay Budapestre költözött, és a Bartók Béla konzervatóriumban tanult, majd csatlakozott a Piramis együtteshez. Hazatérése, és katonai szolgálata után megalapította a "LYTY 33" nevű triót, majd ezt követően csatlakozott a "Smak" nevű kragujevaci csoporthoz. 1979-ben Münchenbe költözött, ahol elkezdődött zenei karrierje. Itt együtt dolgozott Udo Jürgensszel, és Peter Alexanderrel is, részt vette a tokiói Yamaha Fesztiválon. 1985-ben megjelent a Gipsy Boobie című kislemeze az azonos nevet viselő albumról. Saját stúdiót alapított, ahol reklámzenéket, és filmzenéket ír, valamint bátyja, Sylvester produkcióiban vesz részt. 2007-ben családjával Dél-Afrikába költözött.

## Pályafutása
- 1974: Diplomát szerzett a szabadkai Zeneművészeti Konzervatóriumban
- 1975: Tanulmányait a Bartók Béla Zeneművészeti Konzervatóriumban és a Liszt Ferenc Zeneművészeti Főiskola zeneszerzés szakán végezte Budapesten.
- 1978 – 1979: A SMAK nevű rockzenekar tagjaként tevékenykedett. Az együttes Ezüzt és aranylemezt kapott a "Smak dub in the Middle" című nagylemezért.
- 1979: Németországba emigrált, és dalokat írt az argentín TRIX együttesnek,  Maria Mendiola spanyol énekesnőnek, a brit Chosen Few együttesnek, a német White Heat-nek, Emily Woods énekesnőnek, és másoknak. Dolgozott a legjobb müncheni stúdiókban, és Peter Alexanderrel együtt turnézott a Big Band csapattal.
- 1981: A tokiói Yamaha Fesztiválon két díjat is kapott, mint "kiemelkedő dal" és "kiváló eladó díj" címen.[3]
- 1980 – 1984: Udo Jürgens turnéjának zenei igazgatójaként, és életművének hangosítójaként dolgozott világszerte. Dalait olyan híres művészek adták elő, mint Frank Sinatra, Shirley Bassey és Sammy Davis Jr.
- 1982 – 1984: Számos fellépés, hangszerelés több nagylemezen is, többek között a "Barcode", "Gunter Gabriel", "Swe3et Substitute", "Berlin Openchor", és nagyon híres Berlini Filharmonikusokkal való fellépés Herbert von Karajan vezényletével.
- 1983: Televíziós és filmreklám zeneszerzés kezdete
- 1984: Megalapítja saját produkciós cégét "Tibor Levay Music Production" néven, valamint az "Alcatraz" nevű stúdiót Münchenben. Később a "Human Recording Stúdió" Ilmried és Schloss Stúdió nyílik meg Schwindeggben és Ljubljanában.
- 1985:  Megjelenik a "Gipsy Boobie" című kislemez, amely egy ethopop projekt keretében készül el. A mai napig játszott dal a klubbokban.
- 1986: A magyar R-GO együttes albumán  lévő közreműködése, mely később platinalemez lett.
- 1988: A "Black Cave Project" kísérleti zenekari és elektronikus zenével, táncosokkal és színészekkel a Fekete-barlangban.
- 1992: A "Killing Boxes" című film a Berlini Nemzetközi Filmfesztiválon
- 1993: A "Mianmar Moments" nevű adaptáció bemutatása, mely Burma kultúrtörténetének zenei örökségének adaptációja, illusztratív zenei és fényképes benyomásokkal. A kiállítás és előadás számo Európai országot bejárt, úgy mint München, Velence, Bécs, Prága, Párizs. Még ugyanebben az évben elindul a Time-Warner kiadó által megjelent CD sorozat, a "The Poweer of the Elements", amely a tematikus expresszionizmus, és a 90-es évek pszichadelikája.
- 1994: Megjelenik a "Bey Schwindeckh" nevű dokumentumfilm
- 1995 – 1997: Négy darab kisgyermekeknek készült albumot készít, melyek mindegyike más célt szolgál. Beleértve az alvást, az evést, és a fókuszálást. Egy albumot az anyáknak szentel, hogy fiatalosak maradjanak.
- 1996: Részt vesz a Golden Medal Díjkiosztón – NEWYORKFESTIVAL Creativity 26 – USA, a Németország újraegyesítésének 5. évfordulója alkalmából komponált fimzenéért.
- 2000: A "TechnoOpera" bemutatója a Cannes-i Filmfesztiválon. [4][5]
- 2001 – 2003: Egy új tudományos zeneterápia kifejlesztése "Az új élet lehelete" című projekt koraszülöttek számára.
- 2005: Előadást tart az I. Nemzetközi Zenei és Orvostudományi Kongresszuson Hamburgban.
- 2006: A Music Stúdiójának belső kialakítása exkluzív bútorokkal
- 2007: Új Grand Piano Design és műszaki innováció fejlesztése.[6]
- 2008: Dél-Afrikába költözik, hogy új  kulturális hatásokat fedezzen fel
- 2009: TJ Bless számára ír egy reggae albumot
- 2010: A "Smarter Planet" nevű Al Gore film bemutatója Johannesburgban.
- 2011: Új zenei stílus és album kidolgozása a "King Star Brothers" számára. Az Isicathamiya Zulu acapella énekzenei stílus megalapítói
- 2011 – 2016: A GOLDEN HORN nevű akciófilm koncepciójának megfogalmazása, fejlesztése, és írása
- 2014 – 2017: A "Developing the Opera" feljesztése "Theodora császárné" Befejezése 2021-22-ben történt.
- 2017: A Grand Piano számára új design és műszaki innováció bemutatása
- 2018 – 2019: 7 Környezetvédelmi dokumentum – és imázsfilm megvalósítása szimfonikus zenekari stílusban
- 2019 – 2020: Élő koncertelőadások koncepcióalkotása, írása, és előadása az új koncepcióanyag készítése a Blue Planet Voyage – Tiberius aka Tibor Levay számára
- 2020: Lockdown Family Video Spot projekt: "Nature is the Lord" – Tiberius YouTube. A Tiberius projekt hanganyagának CD és bakelit megjelenésére való előkészítése
- 2022: A "Gipsy Boobie" LTD album 2022-es újrakiadása streaming és letöltési platformokra.[7] A "Fingertips" nevű LILI KONGO album megjelenése a digitális platformokon.
- 2023: A GECCO album újrakiadása
- 2024: Új kislemez megjelenések:

1. Tibor Levay Ft. – PORTIA – Child as Stars on the Sky [8][9]
2. Tibor Levay ft. Cveto Kobal & Samantha Ray –  Breath me to the Ocean
3. Tibor Levay ft. Samantha Ray & Cveto Kobal – Lakme

## Díjak
- SMAK – Dub in the Middle ∞ arany és platinalemez (világszerte megjelent)[10]
- Tibor Levay "Gipsy Boobie" kislemez "aranylemez"
- Chosen Few – Boogie Army ∞ UK Top 20 (#11)
- R-GO – RGO ∞ arany és platinalemez
- Yamaha World Pop Festival – Legkiemelkedőbb dal
- 5 Jahre Wiedervereinigung ∞ Gold Award, közösségi film NewYorkTVF Gold Award, social-film NewYorkTVF Lenor – Clean Breeze / Poetry ∞ Gold European EFFI

## Külső hivatkozások
- Hivatalos weboldal [11]
- A "Breathe Me to the Ocean" című dal a YouTube-on [12]